# Rogier van Tassis
Rogier van Tassis, ook Roger de Taxis (Mechelen 1513 - Antwerpen, 16 maart 1593), uit de van oorsprong Italiaanse posterijfamilie Tassi, was een geestelijke in de Spaanse Nederlanden. Hij was provoost het Sint-Pieterskapittel van Leuven, kanselier van de Universiteit van Leuven en deken van het Onze-Lieve-Vrouwekapittel van Antwerpen. Ook vervulde hij enkele diplomatieke missies naar de Heilige Stoel. 

## Leven
Hij was de oudste zoon van Jan Baptist van Tassis en Christina van Wachtendonk, de achterkleindochter van Willem van Wachtendonk. Toen hij tien jaar was, zette keizer Karel V hem op een educatief pad dat leidde naar hoge kerkelijke ambten. In 1532, nauwelijks negentien jaar oud, werd hij provoost van de Leuvense Sint-Pieterskerk en kanselier van de Leuvense universiteit. Hij zou deze functies meer dan zestig jaar behouden. In 1540 werd hij ook benoemd tot deken van het Onze-Lieve-Vrouwekapittel van Antwerpen, maar zijn installatie volgde pas in 1545.
Als deken in Antwerpen was hij onder meer betrokken bij de volkstelling van 1566 en bij de blijde intrede van Margaretha van Parma een jaar later. In die jaren hield de Beeldenstorm huis in Antwerpen, het begin van woelige decennia. Toen bisschop Sonnius in 1576 stierf, kreeg Tassis de dagelijkse leiding terwijl de zetel enkele jaren vacant bleef. Tijdens de Spaanse Furie op 4 november werd zijn residentie geviseerd. Don Juan van Oostenrijk stuurde hem in 1578 op missie naar Rome om paus Gregorius XIII in te lichten van de toestand in de Nederlanden. Na zijn terugkeer werd hij op 28 mei 1579 in de kathedraal aangehouden door het calvinistische stadsbestuur en buiten de stad gevangen gezet. Een tweetal weken later kwam hij vrij, maar hij was onder de 43 geestelijken die uit Antwerpen werden verbannen en ging in Leuven wonen tot de Val van Antwerpen in 1585.
In 1590 deed Tassis afstand van zijn dekenschap in Antwerpen. Zijn neef Karel Maes, de latere bisschop, volgde hem op. Drie jaar later maakte de dood een einde aan Tassis' andere mandaten. Hij werd begraven aan het hoogaltaar van de kloosterkerk van de Antwerpse bogaarden, in een praalgraf opgericht door zijn broers Leonard en Jan Baptist. Het graf is niet bewaard, maar zijn epitaaf werd opgetekend door Jules Chifflet.

## Privé
Met Cornelia de Hase, de adellijke abdis van Louftémont, had Rogier van Tassis een buitenechtelijke zoon, die werd gewettigd onder de naam Jan Baptist van Tassis (1564-1618).